# Bakłań (obwód briański)
Bakłań (ros. Баклань) – wieś (sieło) w Rosji, w obwodzie briańskim, w rejonie poczepskim. W 2010 liczyła 963 mieszkańców.